# Haus Gospertstraße 17

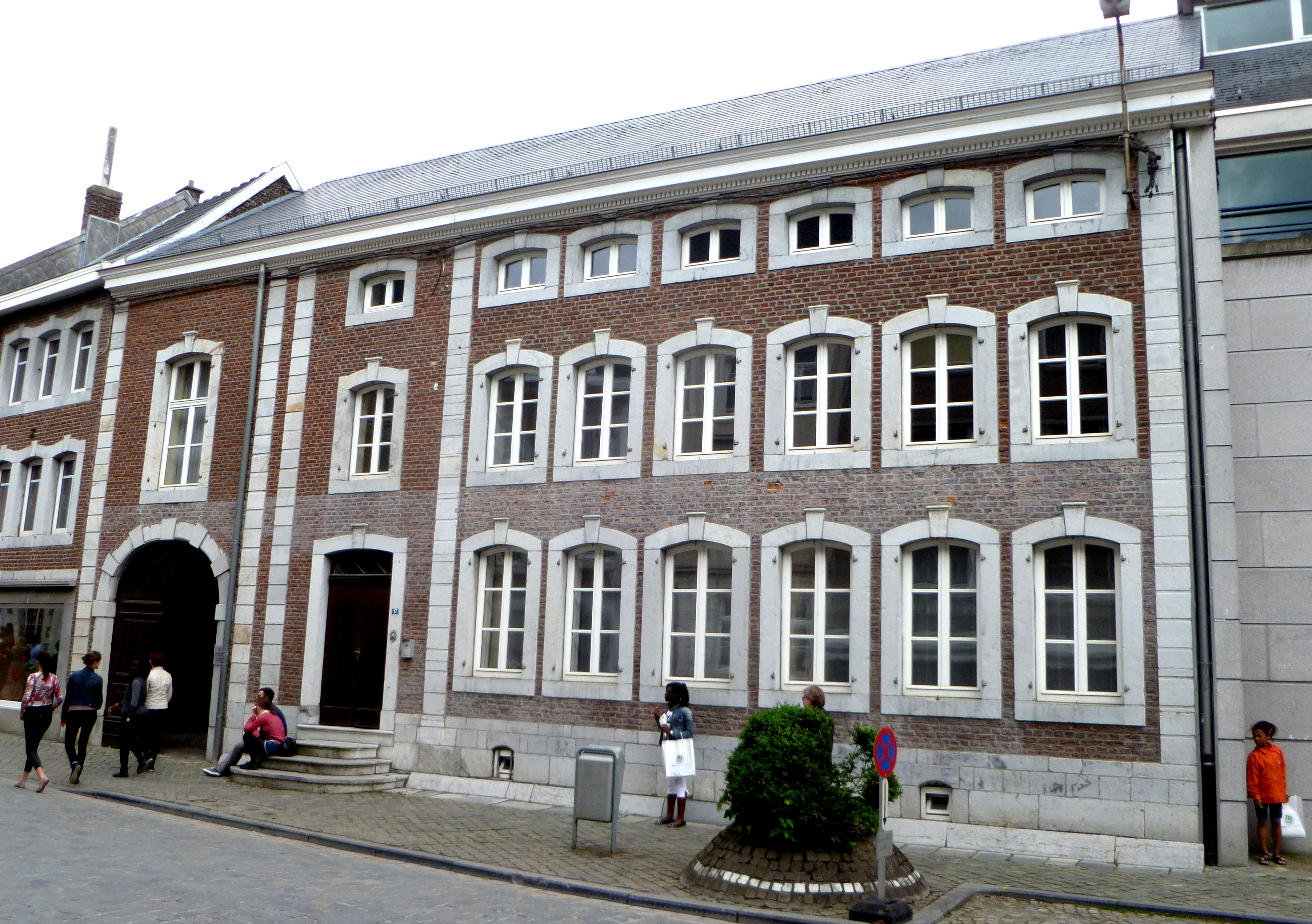
Gospertstraße 17

Das Haus Gospertstraße 17 ist ein ehemaliges Bürgerhaus in Eupen in der Deutschsprachigen Gemeinschaft von Ostbelgien. Es wurde 1730 im Stil des Barock erbaut und 1984 unter Denkmalschutz gestellt. Seit dem Jahr 2000 ist es Teil des Gebäudekomplexes des Ministeriums der Deutschsprachigen Gemeinschaft.

## Geschichte
Der Bau des Hauses wird der Eupener Familie Römer zugeschrieben, doch bereits 1770 übernahm der aus Membach kommende Tuchfabrikant Simon Müllender (1738–1792) das Anwesen. Er richtete dort eine Tuchfabrik ein, wobei die Hintergebäude als Produktionsstätte dienten und mit Webstühlen ausgestattet wurden. Nach seinem Tod übernahm Müllenders Witwe Anna Margaretha Mockel (1742–1802) die Geschäftsleitung und wurde fortan in den Quellen als „Baas“  bezeichnet. Nach ihr übernahmen die Söhne Leonard (1770–1858) und Ulrich Müllender (1781–1862) das Unternehmen und firmierten unter „Tuch-, Circassienne- und Drap Zephyrfabrik“ mit Sitz in der Gospertstraße 17. 
Nachdem die Gebrüder Müllender um 1830 ihren Betrieb zur Straße Kaperberg verlegt hatten, übernahm 1836 der Tuchfabrikant Jakob Joseph von Grand Ry (1778–1838), der Besitzer des Hauses Grand Ry gegenüber auf der Klötzerbahn 32, zusätzlich das nun frei gewordene Anwesen auf der Klötzerbahn 17. Im Jahr 1854 erbte dessen Sohn Karl (1805–1875) die Immobilie und bewohnte sie mit seiner Schwester Adelheid Maria von Grand Ry (1803–1889). Nach deren Ableben erwarb 1891 das Ehepaar Johann Schäfer (* 1834) und Josefina Groß (* 1843) die Gospertstraße 17, in deren Familie der Besitz dieser bis in die 1990er-Jahre verblieb und in dem verschiedene Unternehmen wie beispielsweise die „Wirtschaftsförderungsgesellschaft Ostbelgiens“, die „Ostbelgiensinvest AG“, das Bürgerfernsehen „Offener Kanal Ostbelgien“ und andere ihren Sitz hatten. Nachdem im Jahr 2000 die Häuser Gospertstraße 1 bis 15 abgerissen worden waren, um dem Neubau des Ministeriums der Deutschsprachigen Gemeinschaft Platz zu machen, wurde das ehemalige angrenzende Bürgerhaus Gospertstraße 17 von der DG gekauft und mit dem Neubaukomplex bautechnisch und funktional ebenso verknüpft wie später im Jahr 2020 auch das Haus Klötzerbahn 27 an der Südseite des neuen Dienstgebäudes.

## Baucharakteristik
Bei dem ehemaligen Bürgerhaus handelt es sich um einen rechteckigen achtachsigen Hauptbau in Ziegelsteinbauweise, dem rückseitig in L-Form ein schmaler ebenfalls rechteckiger Anbau angeschlossen ist. An den farblichen Schattierungen auf den Ziegeln der Fassade ist noch die Bausünde aus der Zeit zu erkennen, als das Haus um die Wende zum 20. Jahrhundert der damaligen Mode entsprechend mit einem farbigen Anstrich versehen worden war, der erst bei einer umfänglichen Restaurierung in den 1980er-Jahren entfernt wurde. Sowohl die Hausecken als auch die ersten beiden eigenständig anzusehenden linken Achsen werden durch Eckquader aus Blaustein mit gerader Schnittfolge betont.
Straßenseitig ist die linke Achse des Haupthauses verbreitert, um einer geräumigen Tordurchfahrt mit einer schweren hölzernen Doppelflügeltür Platz zu machen, über der ein übergroßes Segmentbogenfenster eingebaut ist. Diese Tordurchfahrt diente einst als Zufahrt zum Innenhof und den Wirtschaftsbauten und ist heute der Zugang zum rückwärtigen Stadtpark. Die zweite und ebenfalls breitere Achse dient dem Eingangsbereich, der über eine dreistufige Freitreppe aus Blaustein erreicht wird. Er ist mit einer hölzernen Flügeltür im Stil des Empire ausgestattet, über der ein verziertes Oberlicht eingebaut ist. Sowohl diese zweite Achse als auch die sich südwärts anschließenden sechs Achsen besitzen zweieinhalb Geschosse und sind auf einem in Blaustein gefassten hohen Sockel mit zwei kleinen Kellerluken aufgebaut. Der gesamte Block ist mit einem flachen Satteldach ohne Dachgauben abgedeckt, das über einem später nachgerüsteten hölzernen Gesims ruht.
Sämtliche Fenster des Hauses, die alle mit dünnen Sprossen ausgestattet sind, und die Eingangstür sind mit monolithischen Gewänden und vorspringendem profiliertem Keilsteinen versehen, lediglich die Hofeinfahrt besitzt sieben vorspringende Wölbsteine als Gliederung der Rahmung.